# 日本神話
日本神話（）とは、日本に伝わる神話。

## 概要
日本神話と呼ばれる伝承はほとんどが、『古事記』、『日本書紀』、および各『風土記』の記述による。そのため、高天原の神々が中心となっているが、出典となる文献は限られる。
本来、日本各地には出雲を始めとして何らかの信仰や伝承があったと思われ、ヤマト王権の支配が広がるにつれていずれもが国津神（くにつかみ）または「奉ろわぬ神」という形に変えられて「高天原神話」に統合されたと考えられている。また、後世まで中央権力に支配されなかったアイヌや琉球には独自色の強い神話が存在する。日本神話の神々は現代に至るまで信仰の対象とされ続けている。
本記事においては主に『古事記』『日本書紀』で語られる神話（記紀神話）について解説する。

## 神話の構成
この記事では日本神話のあらすじを述べるにとどめ、各神話の詳細は別記事に譲る。
記紀などにおいて神代（神の時代、神話時代）として記された神話は、以下の通りである。神代は、神武天皇以前の時代を指す。

### 天地開闢
天地開闢ののち、高天原に別天津神と神世七代の神々が誕生。これらの神々の最後に生まれてきたのがイザナキ（表記は伊邪那岐、ほか）・イザナミ（表記は伊邪那美、ほか）の二神である。

### 国生みと神生み

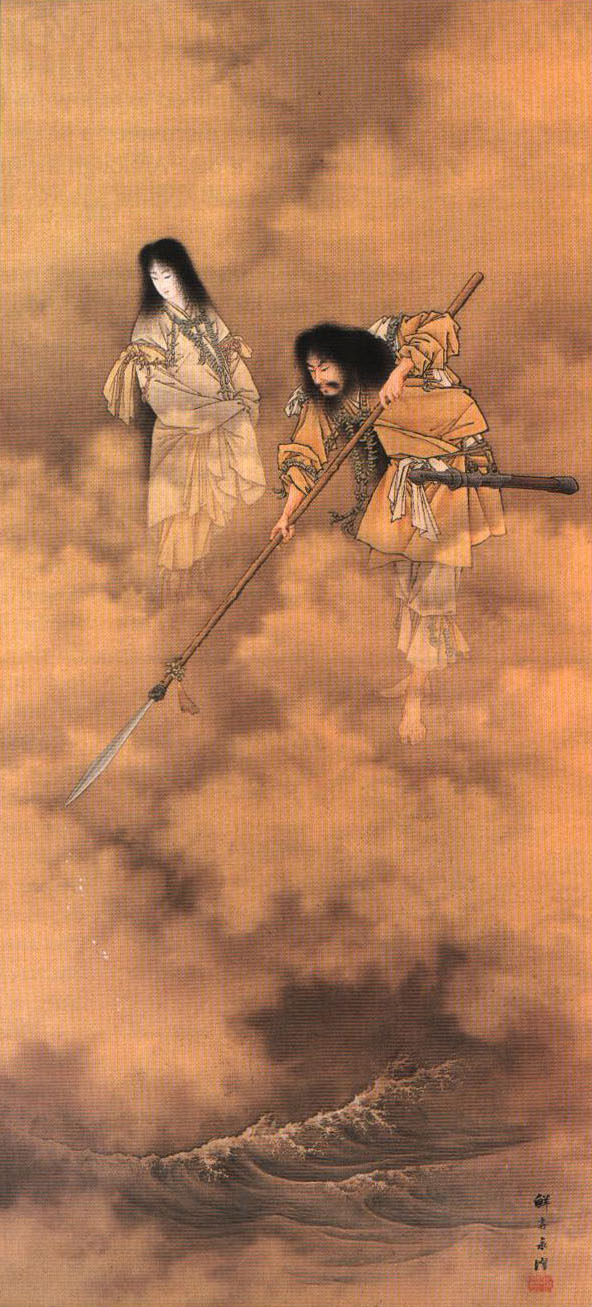
小林永濯『天之瓊矛を以て滄海を探るの図』／イザナギ・イザナミの二神が天之瓊矛（天沼矛）で地上の渾沌を掻き回して大八島（日本の島々）を生み出そうとしている。作品については「国産み」項で詳説する。

イザナキ・イザナミの二神は自らが造ったオノゴロ島に降り、結婚して最初の子・ヒルコが生まれた。ところが、方法に間違いがあったことから失敗し、不具の子であった。この子を海に流した後、次の子・アワシマが生まれたが、またも正しく生まれてこなかったため、二神は別天津神に教えを乞い、そうして改めて正しく交わり、生み出したのが淡道之穂之狭別島であった。次に淡道を含む「大八島」と呼ばれる島々（日本列島）を次々と生み出していった。これらを「国生み/国産み」という。その後はさまざまな神々を生み出してゆくことになるが、これらを「神生み/神産み」という。しかしイザナミは火神・カグツチを産み出す際に大火傷を負ってしまい、この世を去ってしまう。残されたイザナギは亡きイザナミに会いたい気持ちを募らせて黄泉国へ赴くも、彼女が黄泉の住者になってしまったことを思い知って逃げ帰る羽目になり、永遠に離別することとなった。その後、イザナギは黄泉国で被った穢れを祓うために禊をした。この時にもさまざまな神々が生み出されたが、その最後に「三貴子（みはしらのうずのみこ）」と呼ばれる3柱、すなわち、アマテラス（天照）・ツクヨミ（月読）・スサノオ（須佐之男）を生んだ。

### アマテラスとスサノオの誓約・天岩戸
スサノオ（須佐之男）は根国へ行く前に高天原へと向かう。アマテラス（天照）はスサノオが高天原を奪いにきたのかと勘違いし、弓矢を携えてスサノオを迎えた。スサノオはアマテラスの疑いを解くためにうけい（誓約）で身の潔白を証明した（アマテラスとスサノオの誓約）。この時、のちに皇室や出雲国造の始祖となる五柱の男神と宗像三女神が生まれた。
しかしスサノオが高天原で数々の乱暴を働いたため、これを怖れ憂えたアマテラスは天岩戸に隠れてしまい、地上は闇に覆われてしまった。神々は計略も用いてアマテラスを天石戸から誘い出し、光が地上に取り戻された。スサノオは悪行の責めを負って下界に追放された。

### 出雲神話
スサノヲ（須佐之男）は出雲国に降り、八俣遠呂智を退治し、櫛名田比売と結婚する。スサノヲの子孫である大穴牟遅神（大国主）は、八上比売と結ばれるが、それを妬んだ八十神に迫害される。難を逃れ、根之堅洲国でスサノオの試練を乗り越えると、スサノヲの娘である須勢理毘売命を娶って大国主神となる。その後、沼河比売や多紀理毘売命と結婚し、多くの御子神を生み、少名毘古那神や三輪の神と葦原中国の国づくりを始めた。
これらの説話は『出雲国風土記』には収録されていない。ただし、神名は共通するものが登場する。
また、全国各地の風土記や神社、地方誌には、独自色の濃い国作り神話が伝わっている。

### 葦原中津国平定（国譲り）

タケミカヅチが天降ったとされる稲佐の浜

高天原にいた神々は、葦原中国を統治するべきなのは天照大御神の子孫だとした。そのため、何人かの神を出雲に遣わしたが、いずれも大国主神に寝返ったり、寝返った神に殺されたりと交渉は遅々として進まなかった。最終的に建御雷神ら武神二柱を派遣し、大国主神の子の兄・事代主神に国を譲らせ、果敢に抵抗した弟・建御名方神をも降服させる。御子神二柱が要求に応じたため、大国主神は自らの宮殿（出雲大社）建設と引き換えに、天の神に国を譲ることを約束する。

### 天孫降臨

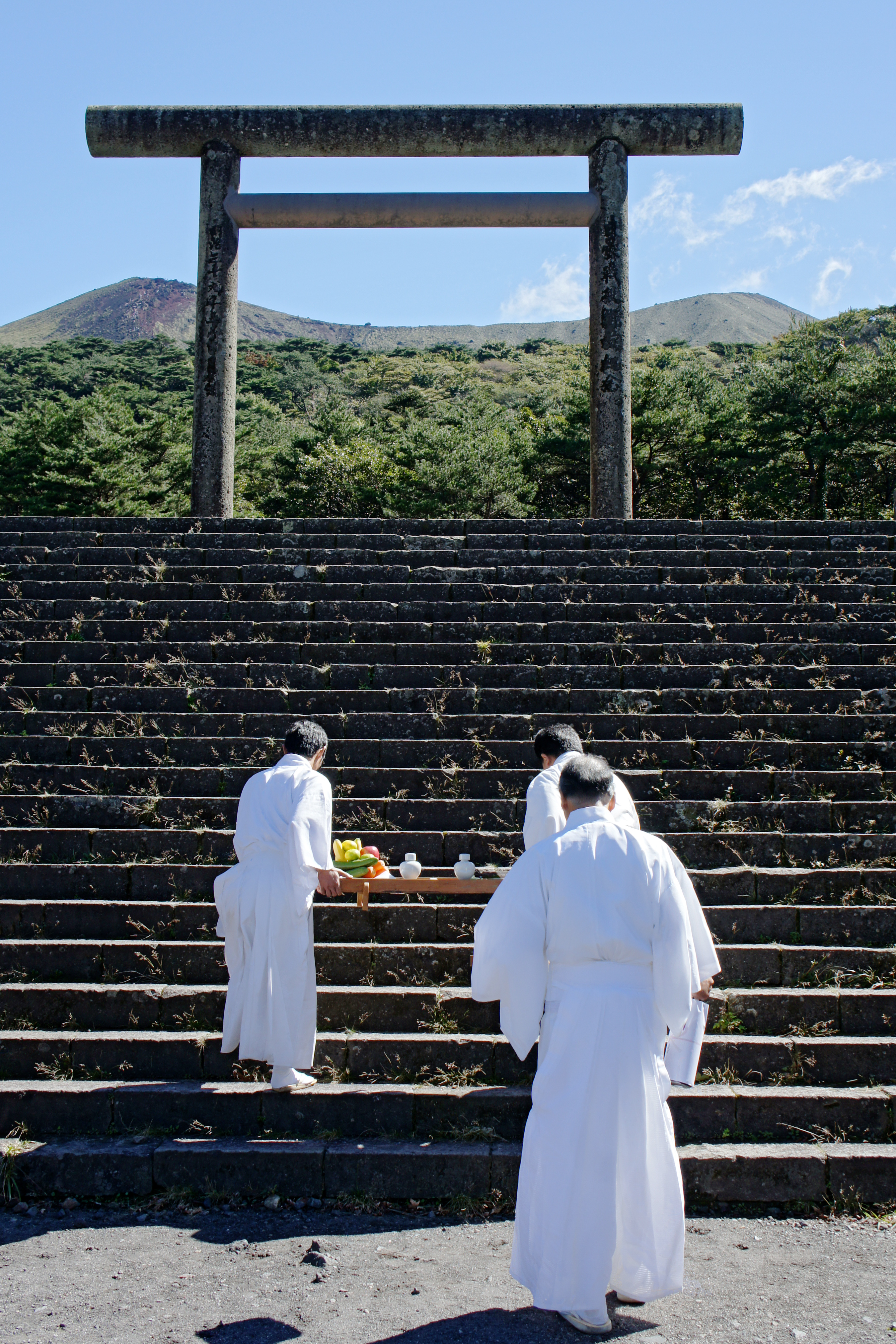
高千穂河原の天孫降臨神籬斎場

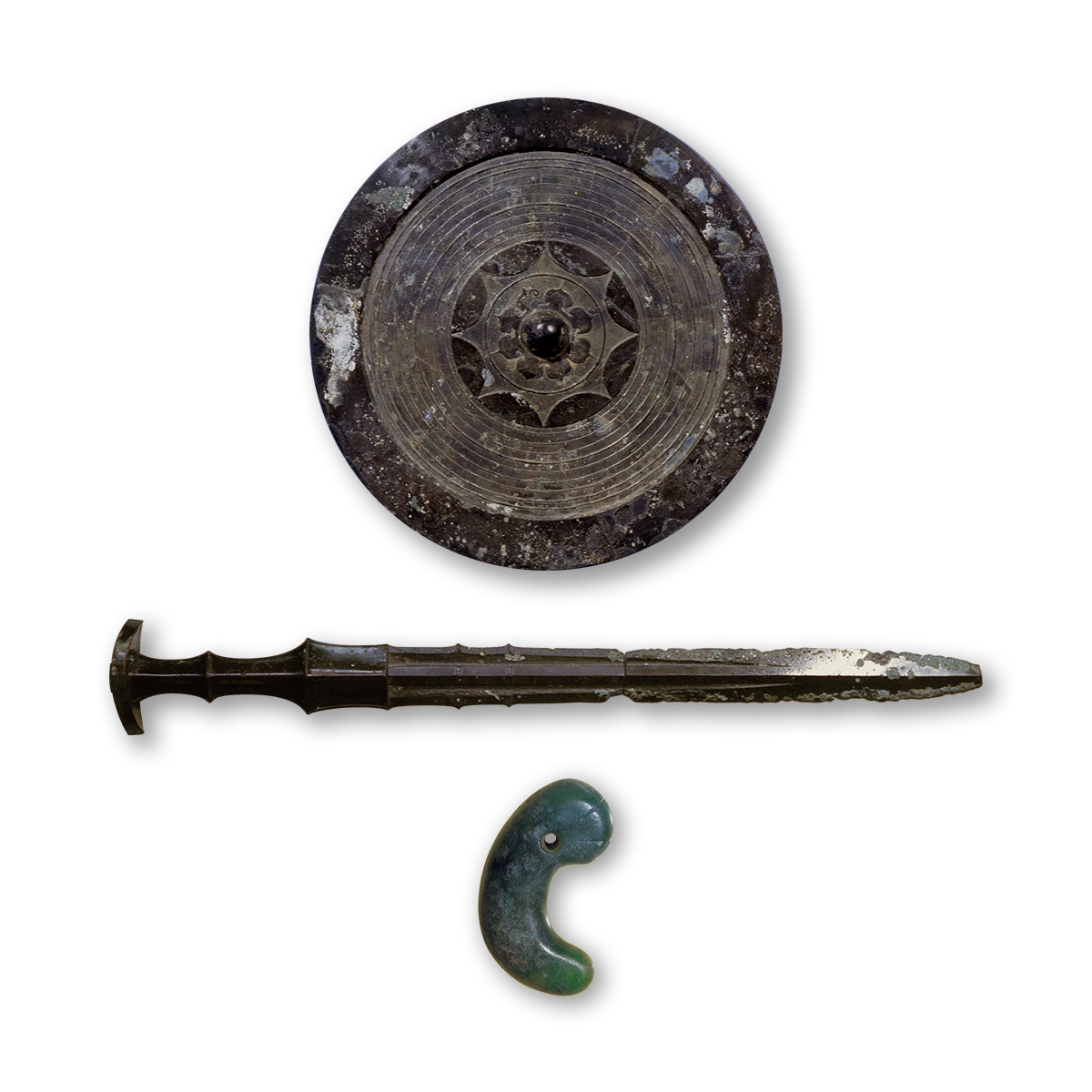
歴代天皇に伝わる三種の神器／想像図であり、実物は非公開。

天照大御神の孫である邇邇芸命は日向に降臨した（天孫降臨）。このとき天照大御神から授かった三種の神器を携えていた。邇邇芸命は木花之佐久夜毘売と結婚し、木花之佐久夜毘売は御子を出産した。

### 山幸彦と海幸彦
邇邇芸命の子は山幸彦と海幸彦である。山幸彦は海幸彦の釣り針をなくしたため、海幸彦に責められる日々を送り、釣り針を500本作っても1000本作っても許してもらえないが海神の宮殿に赴き釣り針を返してもらい、海幸彦に釣り針を返し復讐して従えた。山幸彦は海神の娘と結婚し鵜葺草葺不合命という子をなした。そして、鵜葺草葺不合命の子が神倭伊波礼毘古命、のちの神武天皇である。

## 人代の神話的伝承

### 神武東征

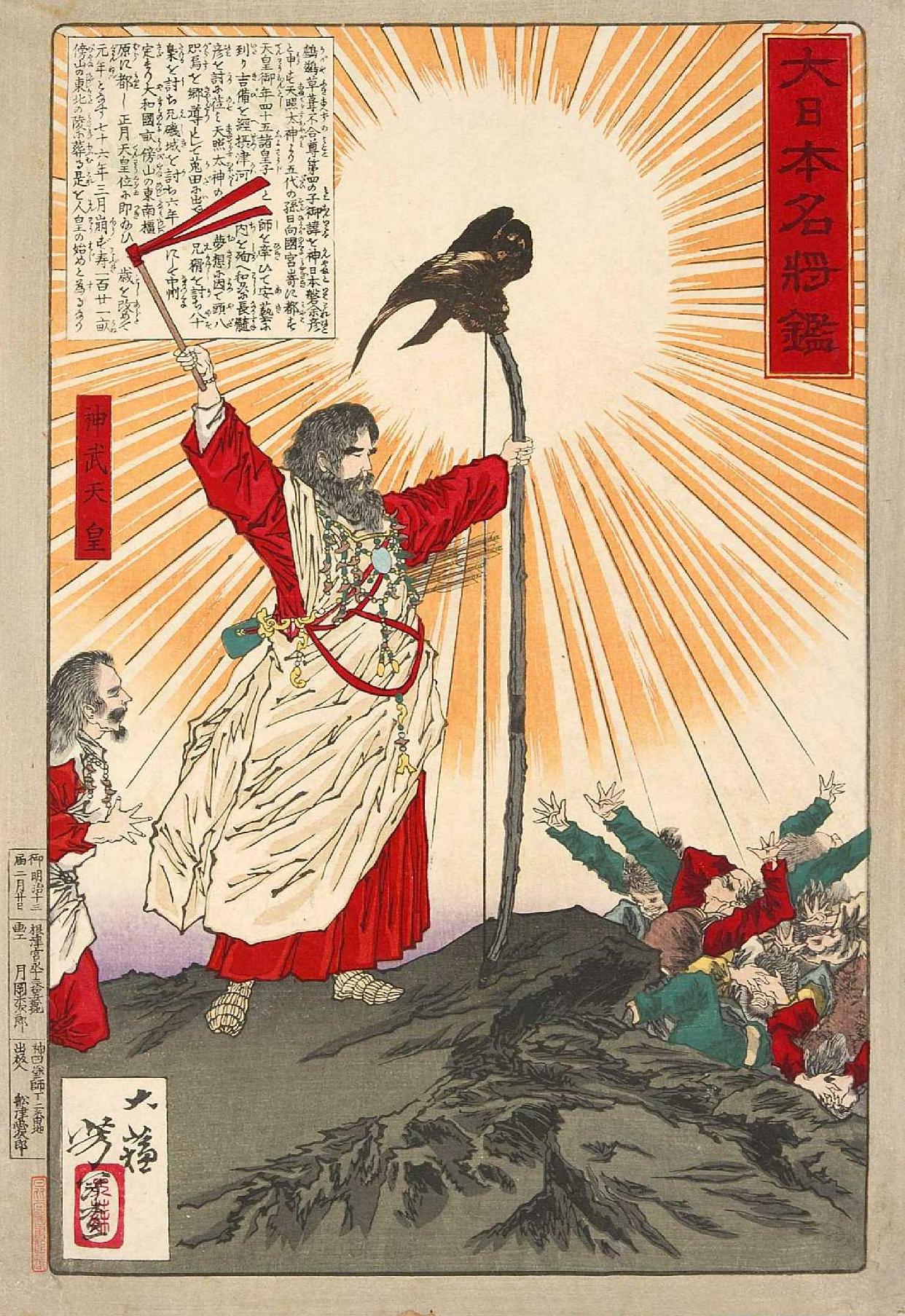
月岡芳年『大日本名将鑑 神武天皇』
神武東征の名場面。天皇の弓の先に留まった金鵄が光を放ち、長髄彦軍の兵達（右下）は目を眩ませている。

磐余彦尊は兄たちや子と謀って大和（奈良盆地）を支配しようともくろみ、東征（神武東征）をおこなう。大和の指導者長髄彦らは果敢に抵抗し、磐余彦尊も苦戦するが、大和の平定に成功する。磐余彦尊は橿原宮ではじめて天皇位につく（神武天皇）。
神武天皇の死後、神武天皇が日向にいたときに生まれた子である手研耳命が反乱を起こす。その弟神渟名川耳尊は手研耳命を射殺し、皇位を継ぐ（綏靖天皇）。

### 欠史八代
綏靖天皇以下の8代の天皇（欠史八代）の事跡は記紀にほとんど伝わらない。

### 日本武尊

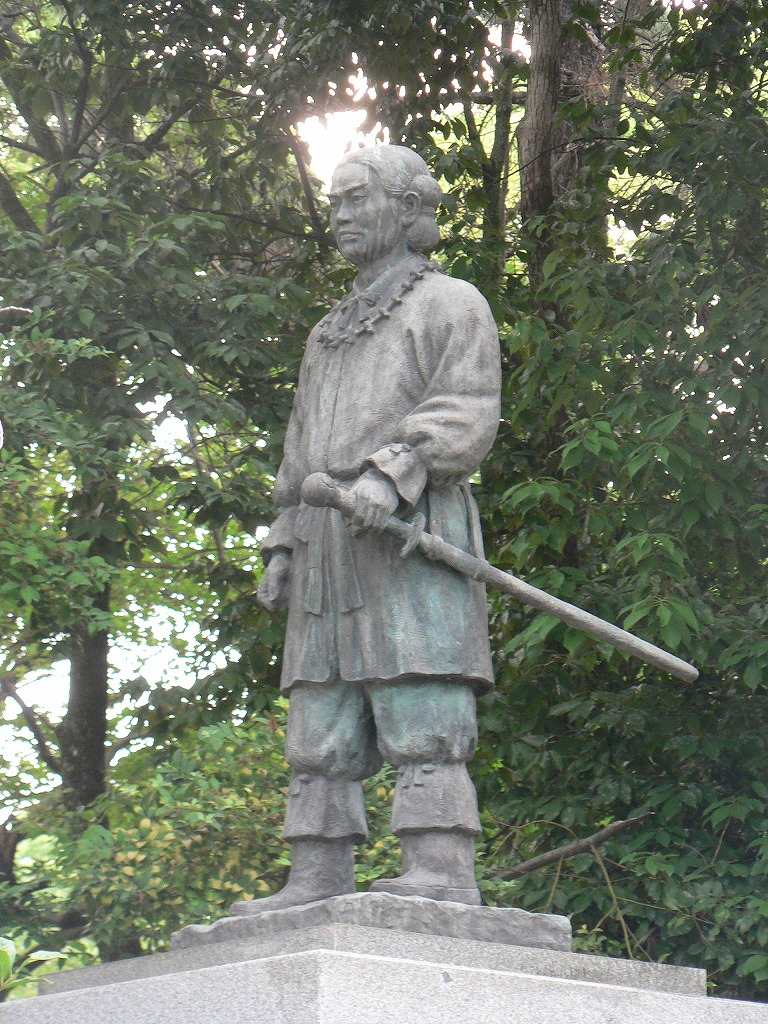
日本武尊御神像／大鳥大社（大阪府堺市西区）境内に所在する石彫。

景行天皇の皇子日本武尊は熊襲を遠征し、天皇の命令で東方にも出兵する。しかし、帰還の途中で死亡、白鳥となって飛び去った。

### 三韓出兵
皇位は日本武尊の弟の成務天皇が継いだが、その崩後は日本武尊の息子が継ぎ、仲哀天皇へと即位した。仲哀天皇はその父と同じように九州へ出兵しようとするが、住吉大神に逆らったため崩御する。その皇后である神功皇后は、住吉大神の助力により三韓を従える（三韓出兵）。

## 神仏習合と中世神話
日本に仏教が定着すると、日本の神々も人間と同じく苦しみから逃れることを願い、仏の救済を求め解脱を欲すると認識されるようになった。奈良時代初頭から神社において神宮寺が建立され始め、霊亀元年（ユリウス暦：715年）には越前国の気比大神が、また、鹿島神宮・賀茂神社・伊勢神宮などで神宮寺が併設された。また、宇佐八幡神のように神体が菩薩形をとる神（僧形八幡神）も現れた。奈良時代後半には、伊勢国桑名郡の現地豪族の氏神である多度大神が、神の身を捨てて仏道の修行をしたいと託宣するなど、神宮寺建立は地方にまで広がり、若狭国の若狭彦大神や近江国の奥津島大神など、他国の神も8世紀後半から9世紀前半にかけて、仏道に帰依する意思を示した。こうして苦悩する神を救済するため、神社の傍らに神宮寺が建てられ、神前で読経がなされた。また、神の存在は元々不可視であり、依り代によって知ることのできるものであったが、神像の造形によって神の存在を表現するようになった。
平安時代になり、「日本の神は護法善神である」とする神仏習合思想が生まれ、寺院の中で仏の仮の姿である神（権現）を祀る神社が営まれるようになった。
また、『太平記』などの軍記物、歌学書やその注釈、寺社縁起などで、『日本書紀』に依りながら内容が大きく異なる「中世神話（中世日本紀）」が発達した。中世神話では本地垂迹説により記紀の神々が仏教の尊格と同一視されたり、あるいは対等に扱われる。記紀にはない神格やアイテムが登場する場合や、地方神話、民間伝承や芸能の要素の混入もみられる。記紀神話のように内容を統一する文献は編纂されなかったため、バリエーションは豊富である。中世神話は現在では国文学方面で研究されており、神話学などではあまり扱われない。

## 近世
近世になると、本居宣長が『古事記』の本格的解明を目指し『古事記伝』を著し、日本神話といえば『日本書紀』の内容が主に伝わっていたのが一変し、『古事記』の内容が主に伝えられるようになった。
また、少数ではあるが、キリシタンや幕末の新宗教の教説にも独自の神話がみられる。
また、地方の神社や地方誌の中にも上記の文献群には見られない伝承を残している。

## 研究
江戸時代までは官選の正史として記述された『日本書紀』のほうが重要視され、『古事記』はあまり重視されていなかった。江戸時代中期以降、本居宣長の『古事記伝』など国学の発展によって、『日本書紀』よりも古く、かつ、漢文だけでなく大和言葉も交えて書かれた『古事記』のほうが重視されるようになり、現在に至っている。
現在は、神話学・比較神話学・民俗学・考古学・人類学・歴史学等の領域で研究などがされている。また、日本神話の原形となったと思われる逸話や日本神話と類似点を持つ神話は、ギリシア神話など世界中に多数存在する。日本における古墳時代から奈良時代にかけての国の勢力関係をも知るうえでの参考資料ともなっている。
明治時代以降は、比較神話学の観点から、高木敏雄（1876年-1922年）が1943年と1944年（昭和18年と19年）に『日本神話伝説の研究』にまとめられた研究をすすめた。高木は柳田國男や折口信夫らとも交流があり、柳田・折口らによる民俗学においても日本神話の研究が展開した。日本の神話学においてはほかに松村武雄・松本信広らの研究がある。
第二次世界大戦後の代表的な研究者には、大林太良・吉田敦彦らがいる。

### 比較神話学における研究事例
吉田敦彦は、1974年（昭和49年）に刊行した『ギリシァ神話と日本神話　比較神話学の試み』『日本神話と印欧神話』をはじめ、以降、『日本神話の源流』、『ヤマトタケルと大国主　比較神話学の試み3』、『アマテラスの原像 スキュタイ神話と日本神話』、『日本の神話伝説』などの一連の比較神話学研究において、日本神話を他の国・地域の神話と比較分析している。
- 神武東征とトゥアサ・デー・ダナンのアイルランド征服神話[13]
- 応神天皇伝説とインド=ヨーロッパ語族神話の太陽神生誕神話[13]
  - オセットのソスラン誕生神話とオシホミミ[13]

#### 琉球神話との比較
日本神話と琉球神話との比較は伊波普猷によって始められた。伊波は、1904年（明治37年）に発表し1942年（昭和17年）に改稿した「琉球の神話」の中で、『中山世鑑』の起源神話と『古事記』の淤能碁呂島神話、『宮古島旧記』の神婚説話と三輪山神話などの類似を指摘している。伊波の研究は後述する松本信廣のポリネシア神話との比較研究を経て、大林太良らによって展開された。
大林は、日本神話と奄美や沖縄の島々に伝承されている民間説話について、「流れ島」「天降る始祖」「死体化生」「海幸彦」に関する伝承神話を比較検討し、南西諸島の神話伝承は、基本モチーフと構造においては記紀神話と大幅な一致を見せるが、神名等においては一致しないことから、記紀にまとめられる前の共通の神話体系の母体から分かれて南西諸島で保存された可能性を指摘している。
伊藤幹治は、日本と琉球の神話を比較し、漂える国（島）や天界出自の原祖、ヒルコ、穂落としなどのモチーフが共通して認められるとしながら、「風による妊娠」「原祖の地中からの出現」「原祖の漂着」「犬祖」などは琉球神話にしか見られず、また、穀物神話の死体化生モチーフは日本神話にしか見られないと指摘している。
遠藤庄治は、宮古列島の来間島豊年祭の由来譚が日光感精による処女懐胎であることを説明し、『日本書紀』神代巻冒頭の天地が分かれる以前は鶏子のごとくであったとする条と天日槍伝承に見られる卵生のモチーフが、来間島では豊年祭の由来として現在も語り継がれていると指摘している。

#### 日本の天地開闢神話とポリネシアの創世神話
1931年（昭和6年）、松本信廣は『日本神話の研究』の中で、ローランド・ディクソンがポリネシア神話を分類するために設定した2つの図式「進化型」と「創造型」を用い、日本の天地開闢神話をポリネシアの創世神話の「進化型」と「創造型」の複合形であり、イザナキ・イザナミ神話から以降は「創造型」の形式を受け継いでいるものではないかとの説を発表した。
- 進化型は「系図型」ともいわれ、最初独化神が連続し、これが宇宙の進化の各段階を象徴する。のちに夫婦神が現れて、最後に生まれた陰陽二神より万物が誕生したという筋の神話の型である。
- 創造型は、最初神々は天上の世界に住み、その下には広々とした大海が横たわっているのみである。そこへある神が石を投げ込むと、それが最後には大地となり、その上に天上の者が下り、ついで人間が現れるという筋の神話の型である。

なお、松本は日本神話とポリネシア神話を比較するうえで琉球の神話（cf. 琉球神道）も重要視し、琉球の古神話がイザナギ・イザナミ神話の一異体であり、日本神話が琉球を通して遠く南方の創造型神話と関連を持っているとした。松本による日本神話と汎太平洋神話との比較は日本の比較民族学上の定説になっている。
また、岡正雄による日本の天地開闢神話の研究は日本神話の系譜に関する歴史民族学的研究を活発化し、その後、大林太良によって具体的に展開された。大林によれば、天地開闢神話以外のオオゲツヒメ・モチーフや海幸彦・山幸彦モチーフも南西諸島の神話に存している。
そのほか、によって以下の事例がこれまでに指摘されている。
- アレキサンダー大王の説話と神武天皇の遠征の類似。
- イザナキとイザナミは兄妹であるが、人類の始祖たる男女が兄妹であったとする神話は南アジアからポリネシアにかけて広くみられる。
- イザナミは「最初の死人」となり「死の国を支配する神」となったが、「最初の死人」が「死の国を支配する神」となる話はエジプト神話のオシリスやインド神話のヤマなどにみられる。
- 因幡の白兎が海を渡るのにワニ（サメ説あり）を騙して利用する話があるが、動物が違えど似た内容の昔話が南方の島にある。

## 神々一覧

### 神世七代（かみよななよ）
- 天之御中主神（アメノミナカヌシノカミ）
- 高御産巣日神（タカミムスビノカミ）
- 神産巣日神（カミムスビノカミ）
- 宇摩志阿斯訶備比古遅神（ウマシアシカビヒコヂノカミ）
- 天之常立神（アメノトコタチノカミ）
- 国之常立神（クニノトコタチノカミ）
- 豊雲野神（トヨクモノノカミ）
- 宇比地邇神（ウヒヂニノカミ）
- 須比智邇神（スビヂニノカミ）
- 角杙神（ツノグイノカミ）
- 活杙神（イクグイノカミ）
- 意富斗能地神（オオトノヂノカミ）
- 大斗乃弁神（オオトノベノカミ）
- 淤母陀流神（オモダルノカミ）
- 阿夜訶志古泥神（アヤカシコネノカミ）
- 伊邪那岐神（イザナキノカミ）
- 伊邪那美神（イザナミノカミ）

### イザナキ・イザナミが生んだ神々
- 淡道之穂之狭別島
- 伊予之二名島
- 隠伎之三子島
- 筑紫島
- 伊伎島
- 津島
- 佐度島
- 大倭豊秋津島

- 大事忍男神（オオコトオシオノカミ）
- 石土毘古神（イワツチビコノカミ）
- 石巣比売神（イワスヒメノカミ）
- 大戸日別神（オオトヒワケノカミ）
- 火之迦具土神（カグツチノカミ）

### 禊で生まれた神々
- 天照大御神（アマテラスオオミカミ）
- 月読命（ツクヨミノミコト）
- 建速須佐之男命（タケハヤスサノオノミコト）
- 多紀理毘売命（タギリビメノミコト）
- 市寸島比売命（イチキシマヒメノコト）
- 多岐都比売命（タギツヒメノミコト）
- 衝立船戸神（ツキタツフナトノカミ）
- 八十禍津日神（ヤソマガツヒノカミ）
- 大禍津日神（オオマガツヒノカミ）
- 神直毘神（カムナオビノカミ）
- 大直毘神（オオナオビノカミ）
- 伊豆能売神（イツノメノカミ）
- 道之長乳歯神（ミチノナガチハノカミ）
- 時量師神（トキハカシノカミ）
- 和豆良比能宇斯能神（ワヅラヒノウシノカミ）
- 甕速日神（ミカハヤヒノカミ）
- 久々能智神（ククノチノカミ）
- 大屋毘古神（オオヤビコノカミ）
- 風木津別之忍男神（カザモクツワケノオシオノカミ）
- 大綿津見神（オオワタツミノカミ）
- 速秋津日子神（ハヤアキツヒコノカミ）
- 速秋津比売神（ハヤアキツヒメノカミ）
- 志那都比古神（シナツヒコノカミ）
- 瀬織津比売神（セオリツヒメノカミ）
- 速佐須良比売神（ハヤサスラヒメノカミ）
- 八十枉津日神（ヤソマガツヒノカミ）
- 神直毘神（カムナオビノカミ）
- 大直毘神（オオナオビノカミ）

- 伊豆能売神（イツノメノカミ）

### アマテラス系統の神々（天皇家の祖先神）
- 天忍穂耳命（アメノオシホミミ）
- 瓊瓊杵尊（ニニギノミコト）
- 木花咲耶姫（コノハナサクヤヒメ）
- 彦火火出見尊（ヒコホホデミ）
- 鵜葺草葺不合命（ウガヤフキアエズノミコト）
- 神武天皇（初代天皇）

### スサノヲ系統の神々
- 櫛名田比売（クシナダヒメ）
- 大国主神（オオクニヌシノカミ）
- 少彦名神（スクナヒコナノカミ）

### 地方神・その他の有名神
- 八岐大蛇（ヤマタオロチ）
- 倉稲魂命（ウカノミタマノカミ）
- 猿田彦命（サルタヒコノミコト）
- 天宇受売命（アメノウズメノミコト）
- 塩土老翁神（シオツチオジノカミ）
- 大山津見神（オオヤマツミノカミ）
- 罔象女神（ミヅハノメノカミ）
- 闇淤加美神（クラオカミノカミ）
- 菅原道真（すがわらのみちざね）

### 十二支と関係する神々
- 大物主神（オオモノヌシ）
- 恵比寿神（蛭子命/事代主神）

### その他の神
- 道祖神（道の神）
- 竈神（カマドの神）
- 風神
- 雷神
- 埴安神（ハニヤスノカミ）
- 金山彦神（カナヤマヒコ）

上記以外にも膨大な数の神々が存在する。これが八百万の神々である。